# キングパルサーエース
キングパルサーエース（KING PULSAR ACE）とは、2003年11月に山佐が開発・販売したパチスロ機である。通称「キンパルエース」

## 概要
初代キングパルサーの後継機として「山佐」からリリースされた。

## 演出
- 7匹カエル

スタートレバー後、ドット下から7匹のカエルが出現しさまざまアクションを繰り広げる。
奥から出現した時はハイチャンス。
最後のリールを止めた後、カエルが鳴けばボーナス確定。また小役が揃った場合もボーナス（前兆含む）が確定する。
- 右からカエル

スタートレバー後、右から左へカエルが跳んで行く。狙って小役が揃わなかったり、最終リールを止めた後カエルが戻ってくればボーナス確定。
カエルが子連れで出現した場合はハイチャンス。
途中で転んだ場合はチェリーまたはボーナスとなる。その時カエルが王冠をかぶっていたらビッグボーナスが確定する。
途中で地震が発生する場合もあり、そのときもビッグボーナス確定である。
- ラブアタック

左右から番のカエルが出現し、カップルが成立すればボーナス確定。
- スコールチャンス

雨が降り出したら連続演出のチャンス。
右から傘を持ったカエルが出現した場合はハイチャンス。
雨が降っているときに演出が無い場合はハイチャンス。
- 初代キングパルサーの演出

初代キンパルで使用されているカエルのドット絵が出現するとビッグボーナス確定
- スポットライト

スポットライトを浴びたカエルが登場するとビッグボーナス確定。
- WINランプ点滅

スタートレバー後リール脇の「WIN」ランプが点滅した場合はビッグボーナス確定。
- 3匹大カエル

出現すればボーナス確定
- 特大カエル

出現すればビッグボーナス確定。
- バウンドストップ

各ストップボタンを押したときにリールが「ブルッ」と揺れて止まる。対応役は以下のとおり。
第1停止時 - ボーナス・オレンジ・ベル・リプレイ
第2停止時 - ボーナス・オレンジ・ベル
第3停止時 - ボーナス・オレンジ

## スペック
以下は全てストックありの場合
- ボーナス確率

| 設定 | BIG確率 | REG確率 |
| ---- | ------- | ------- |
| 1    | 1/297   | 1/606   |
| 2    | 1/297   | 1/606   |
| 3    | 1/282   | 1/512   |
| 4    | 1/268   | 1/442   |
| 5    | 1/256   | 1/390   |
| 6    | 1/240   | 1/364   |

天井：1280G
ボーナス放出契機
- 規定RTゲーム数消化（振り分けは設定により異なる）
- 下記小役成立時に解除抽選
  - チェリー成立（1/819.2）時の1/2.5
  - オレンジ成立（1/136.5）時の1/9.9
- 純ハズレ成立（1/16384）

## 外部サイト
- キングパルサーエースサイト - ウェイバックマシン（2016年8月15日アーカイブ分）